# 날아라 슛돌이
《날아라 슛돌이》는 KBS 2TV의 예능 프로그램 해피 선데이의 하나의 코너로 시작되어 방송되었다. 그 후 KBS N 스포츠에서 단독 프로그램이 되어 방송되었다.

## 내용
평범한 어린이들을 선발하여 축구팀을 만들어 실력을 갖춰나가는 포맷의 코너였다. 정규 선수로는 6세 또는 7세의 어린이들이 뽑혔고, 5세의 어린이가 연습생으로 선발되기도 했다.

## 활동

### 1기
FC 슛돌이 1기는 2005년 10월 23일부터 2006년 7월 30일까지 해피 선데이의 한 코너로 방송되었다. 김태훈, 지승준, 조민호, 이승권, 최성우, 이현준, 진현우, 오지우로 출발했다. 그러나 첫 경기에서 차범근 축구교실에 21:0으로 대패하며 구단이 흔들렸다. 이후 김태훈을 새로운 멤버로 영입하였다.
그 후, FC 슛돌이는 감독을 신정환에서 탁재훈으로 바꿨지만 실점 수가 조금 줄어드는 정도에 그쳤다. 2006년에 들어가면서 '슛돌이돔' 을 건설하였고 9전 10기 끝에 KOSA 축구클럽을 상대로 3:2로 승리했다.
그 후, 패배와 승리를 거듭하다가 2006년 2월 26일, 김종국이 스케줄 문제로 하차하여 신화의 전진이 그 뒤를 잇게 되었고, 새로운 멤버 김태수가 합류했다. 2006년 3월 5일부터 독일 원정 경기를 다녔고, 2006년 5월에는 슛돌이 멤버들과 코치, 감독들이 돌아가며 2006 독일월드컵에 조별리그 경기를 관람했으며, 2006년 6월 25일에 석

## 코칭스태프 및 멤버

### 01기
방송 기간
2005년 10월 23일 ~ 2006년 7월 30일
- 감독 : 김종국, 전진
- 코치 : 탁재훈, 신정환, 조혜련, 김종민
- 매니저 : 이연두

- 서포터
- 차태현
- 이효리
- 소이현
- 이수영
- 일일코치
- 이민우
- 김제동
- 이혜영
- 선수&그외
- 조민호
- 이현준 (2005년 12월 하차)
- 김태수 (2006년 영입) - FC 제주엔젤 에이스로 첫 출연
- 김태훈 (3화부터 출연)
- 오지우
- 최성우
- 지승준 - 주장 및 골키퍼
- 이승권
- 진현우
- 김태연

### 슛돌이 드림팀
방송 기간
2006년 7월 2일 ~ 9월 3일
2009넌 2월 1일 ~ 3월 22일
- 감독 : 유상철
- 코치 : 김종민
- 매니저 : 신지

선수
- 조민호
- 김태훈
- 김태수
- 주휘민
- 조형호
- 임원준
- 승준수

### 2기
방송 기간
2006년 9월 10일 ~ 11월 12일(KBS 2TV)
2006년 11월 19일 ~ 2007년 2월 4일(KBS N SPORTS)

2012년 11월 23일 ~ 2013년 2월 1일(KBS 2TV)
- 감독 : 유상철(2006년 9월 10일 ~ 11월 12일/2006년 11월 19일 ~ 12월 17일)
김태영(2006년 12월 24일 ~ 2007년 1월 21일)
- 코치 : 이재훈
- 매니저 : 전혜상

선수
- 맹호성
- 최성우
- 김산(축구 선수 김병지의 아들)
- 이승권
- 김정인
- 최유빈
- 이태석(축구 선수 이을용의 아들)
- 최찬욱
- 박건

### 3기
방송 기간
2007년 4월 1일 ~ 10월 28일(KBS N SPORTS)
2007년 5월 2일 ~ 10월 31일(KBS 1TV)
2013년 4월 5일 ~ 11월 1일(KBS 2TV)
- 감독 : 유상철
- 코치 : 이정
- 매니저 : 심민

선수&그외
- 이강인
- 이정은
- 이세은
- 김성민
- 김산(축구 선수 김병지의 아들)
- 김태백
- 신재유
- 신재훈
- 이동화
- 김승준
- 서요셉
- 이태석(축구 선수 이을용의 아들)
- 이승준
- 오우빈
- 김유림

링크
- 깔깔티비 - 슛돌이(3기)

### 4기
방송 기간
2008년 3월 2일 ~ 9월 22일(KBSNSPORTS)
2008년 4월 3일 ~ 9월 26일 (KBS 1TV)

2014년 3월 7일 ~ 9월 26일 (KBS 2TV)
- 감독 : 유상철
- 코치 : 김병만, 이정
- 매니저 : 남보라

선수&그외
- 오우빈
- 김태백
- 이승준
- 변준석(현 불명)
- 이태석(축구 선수 이을용의 아들)
- 김대현(현 야구선수)
- 김동건(현 불명)
- 김산(축구 선수 김병지의 아들)
- 고가현(현 축구선수)
- 김진원(현 축구선수)
- 박에드워드(현 일반인)
- 김동성(현 불명)

### 5기
방송 기간
2009년 3월 1일 ~ 9월 13일
(KBSNSPORTS)

2010년 3월 5일 ~ 9월 10일(KBS 1TV)

2014년 10월 10일 ~ 2015년 4월 24일(KBS 2TV)
- 감독 : 유상철
- 코치 : 우승민
- 매니저 : 최승아

선수
- 조성빈
- 티아존슨(현 여자 모델)
- 신형균
- 조용진(현 아역 배우)
- 정의현
- 신재훈
- 임경빈
- 김지훈(현 아역 배우)
- 박민규
- 김주헌

### 6기
방송 기간
2014년 5월 4일 ~ 7월 20일(KBSNSPORTS)

2016년 5월 6일 ~ 7월 29일(KBS 1TV)
- 감독 : 이정
- 코치 : 이창민
- 매니저 : 신수지

선수
- 이효린
- 양서현
- 김우진
- 김도윤 (가수 김정민의 아들)
- 이하랑
- 김해밀
- 데이빗얀슨
- 정태하 (축구선수 정조국 &배우 김성은의 아들)
- 천관희
- 이시온

### 7기 - 뉴 비기닝
방송기간
2020년 1월 7일 ~ 2020년 7월 13일
- 감독 : 이영표
- 코치 : 김종국, 양세찬

선수 등번호

- 박서진 10번
- 김지원 7번
- 이정원 6번
- 변지훈 20번
- 전하겸 8번
- 이우종 11번
- 이경주 1번
- 성현석 34번

### 슛돌이가 돌아 왔다
방송 기간 
2021년 9월 26일 ~ 10월 31일
- 감독  : 박주호

 선수  

- 윌리엄
- 벤틀리
- 박나은
- 박건후
- 박진우
- 박하준
- 박하연

## 같이 보기
관련 항목
- 축구

방송 프로그램
- 날아라 슛돌이 - 뉴 비기닝 (KBS 2TV)
- 골 때리는 그녀들 (SBS TV)